# خلبی (ناحیه نیمبورک)
خلبی (به چکی: Chleby) یک منطقهٔ مسکونی در جمهوری چک است که در ناحیه نیمبورک واقع شده‌است. خلبی ۹٫۵۹ کیلومتر مربع مساحت و ۴۱۸ نفر جمعیت دارد و ۱۹۳ متر بالاتر از سطح دریا واقع شده‌است.